# Galeria Copiola
Galeria Copiola, född år 94 f.Kr., var en skådespelerska i det antika romarriket under det första århundradet före vår tideräkning. 
Enligt historiken Plinius den äldre framträdde Galeria vid tolv års ålder på scen i en föreställning för edilen Marcus Pomponius år 82 f.Kr. Hon tillhörde sin tids mest populära och mest berömda skådespelare och hade en långvarig karriär; år 9 e.Kr. framträdde hon vid 104 års ålder för kejsar Augustus.